# Lindia (Halolindia) elsae
Lindia (Halolindia) elsae is een soort in de taxonomische indeling van de raderdieren (Rotifera). 
Het dier behoort tot het geslacht Lindia en behoort tot de familie Lindiidae. De wetenschappelijke naam van de soort werd voor het eerst geldig gepubliceerd in 2006 door De Smet.